# Pax Hispanica
Pax hispanica (iz latinščine ga prevajamo kot "španski mir") je zgodovinski izraz, ki ga je predlagal hispanist John Elliott. Ne nanaša se na celoto, temveč le na del obdobja španske hegemonije, in sicer na tisti, ki ga je zaznamovala ustrežljiva in pacifistična zunanja politika kralja Filipa III. in vojvode Lermanskega med letoma 1598 in 1621. Sledilo je obdobje politične agresije in vladavine »zaradi ugleda«, ki jo je izvajal kraljev minister, grof-vojvoda Olivares in pomeni začetek konca španske nadvlade - dekadenco.
Pax Hispanica je parafraza klasičnega koncepta Pax Romana, ki se je razširil na preostala obdobja silovite hegemonije (Pax Britannica, Pax Americana).
Čeprav v tem času ni govora o obsolutnem miru (odvilo se je kar 162 bitk), so podpisali kar nekaj mirovnih pogodb, v prvi vrsti:
- Mir v Vervinsu l. 1598, ki je pomenil konec španske intervencije v francoskih verskih vojnah
- Londonski sporazum l. 1604, ki je zaključil angleško - špansko vojno med letoma 1585 - 1604
- Premirje dvanajstih let, ki je za dvanajst let prekinilo nizozemsko osamosvojitveno vojno (sprožena v flandskem uporu)

Obstajala je težava neasimilacije etničnih manjšin, npr. andaluzijskih muslimanov, ki so bili krščeni pod prisilo katoliških kraljev. Predstavniki ozemelj so odločili o »končni rešitvi« perečega problema, posledice (npr. korupcija) »rešitve« pa so močno vplivale na sekularno krizo 17. stoletja. Število prebivalcev je padlo (še posebej na območju izgnanstva andaluzijskih muslimanov v Valenciji), prav tako je upadalo število pošiljk dobrin iz Amerike (njen trg se je skoncentriral na Nizozemskem in v Angliji zaradi njune sposobnosti ustanavljanja kolonij na ključnih točkah otokov in obal). 
Politična hegemonija španske monarhije (prav tako tista iz obdobij vladavin Filipa II., Karla I.  in katoliških kraljev) je izoblikovala »španske vrednote« znotraj evropskih kriterijev. Kastiljščina se je razširila kot lingua franca, tj. jezik mednarodnega poslovanja, čeprav ni bila edini jezik in je večinoma delovala v manjšini tudi znotraj španskega imperija. Pax oz. mir v vsem svojem smislu se je nahajal v notranjosti družbe, kjer so politična stabilnost, administracija in intelektualizem, prihajajoč iz univerz, odlikovale politične in družbene sfere imperija. Slednje so bile pod vplivom pikareske, ki se je širila na območja Amerike in Filipinov ter močno vplivala na politično delovanje.
Najbolj optimalen način razumevanja španskega miru je analogni pogled na tedanji rimski imperij, ki je na vse strani »izvažal« svoje vrednote, razen na mejna ozemlja partskega imperija in na območje germanskih plemen, ki niso še čisto definirala svoje politične ustave. Na podoben način je Španija mejila s Francijo in Anglijo ter z območji kalifornijske puščave in vasmi Mapučev/Araukancev. To so ozemlja, kamor španski model vrednot ni segel (pikareskna družba, sistem podkraljestev, kastiljske pravice, med drugimi). Na preostale dele Evrope so vplivali na enak način, kot je Rimski imperij vplival na Parte in Armence.